# Malá ryba
Malá ryba (v anglickém originále Little Fish) je australský dramatický film z roku 2005. Režisérem filmu je Rowan Woods. Hlavní role ve filmu ztvárnili Cate Blanchett, Hugo Weaving, Sam Neill, Martin Henderson a Noni Hazlehurst.

## Obsazení
| Cate Blanchett   | Tracy Louise Heart |
| Hugo Weaving     | Lionel Dawson      |
| Sam Neill        | Brad Thompson      |
| Martin Henderson | Ray Heart          |
| Noni Hazlehurst  | Janelle Heart      |
| Dustin Nguyen    | Jonny Nguyen       |
| Joel Tobeck      | Steven Moss        |
| Lisa McCune      | Laura              |